# Rudolf Püngeler

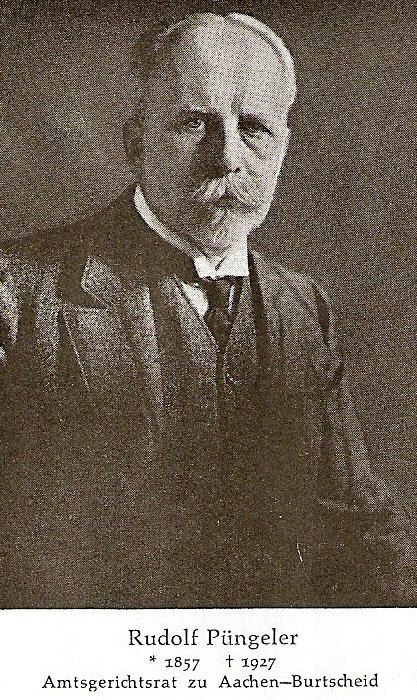
Rudolf Püngeler, Lepidopterologe

Rudolf Püngeler (* 15. Februar 1857 in Burtscheid; † 1. Februar 1927 in Aachen) war ein preußischer Amtsgerichtsrat und ein international anerkannter Lepidopterologe.

## Leben und Wirken
Nach seinem Abitur studierte Püngeler an der Universität Bonn Rechtswissenschaften und wurde zugleich Mitglied im Corps Palatia Bonn. Im Verlauf seiner beruflichen Laufbahn wurde er 1891 zum Amtsrichter in Rheydt berufen. Am 1. April 1895 erfolgte schließlich seine Versetzung als Amtsgerichtsrat nach Aachen, wo er sich bereits fünf Jahre später auf Grund chronischer Migräneanfälle vorzeitig pensionieren ließ. Dennoch übernahm er in der Folgezeit unter anderem das Amt des Aufsichtsratsvorsitzenden bei der Chemischen Fabrik Rhenania AG und gehörte ab 1907 dem Club Aachener Casino an.
Durch die Sammelleidenschaft seines Vaters für Schmetterlinge geprägt, weckte dies bereits seit frühester Jugend seinen Forschungsgeist für diese Tiere, und insbesondere für die Großschmetterlinge. Hierzu beschäftigte er sich nebenberuflich unter anderem mit den Erkenntnissen des in Aachen lebenden Entomologen Johann Wilhelm Meigen, knüpfte Kontakte zu namhaften Schmetterlingsspezialisten wie beispielsweise Erich Martin Hering, unternahm mehrere Forschungsreisen ins In- und Ausland, sammelte zahlreiche Exemplare und schrieb seine Ergebnisse in insgesamt 37 Publikationen nieder. Im Verlauf seiner Untersuchungen stellte er eine Schmetterlings-Sammlung von mehr als 60.000 Einzelexemplaren zusammen, von denen er mehr als sechs neue Gattungen, hauptsächlich Geometriden und Noctuiden, sowie annähernd 300 bisher unbekannte neue Arten und Formen erstmals beschrieb, darunter:
- Eupithecia poecilata (Püngeler, 1888)
- Tancrea (Püngeler, 1898)
- Glaucopsyche laetifica (Püngeler, 1898)
- Pheosia buddhista (Püngeler, 1899)
- Cupido gisela (Püngeler, 1901)
- Parnassius boedromius (Püngeler, 1901)
- Eupithecia thalictrata (Püngeler, 1902)
- Lemonia pia (Püngeler, 1902)
- Lemonia sacrosancta (Püngeler, 1902)
- Paradrina wullschlegeli (Püngeler, 1903)
- Heteropalpia acrosticta (Püngeler, 1904)
- Tapiuostola sohn-retheli (Püngeler, 1906)[1]
- Coscinia libyssa (Püngeler, 1907)
- Idaea albitorquata (Püngeler, 1909)
- Parnassius loxias (Püngeler, 1910)
- Chamaesphecia maurusia (Püngeler, 1912)
- Aplocera bohatschi (Püngeler, 1914)
- Spialia struvei (Püngeler, 1914)
- Jaxartia (Püngeler, 1914), Subgenus der Xyleninae
- Chondrostega osthelderi (Püngeler, 1925)

Umgekehrt sind viele Arten und Formen nach ihm benannt worden, so unter anderem:
- Calipecten puengeleri (Heylaerts, Japan)
- Colostygia puengeleri (Stertz, Zermatt, 1902)
- Palaeomolis puengeleri (Böttcher, 1905)
- Gortyna puengeleri (Turati, Sizilien, 1909)
- Satyrus püngeleri (A. Bang-Haas 1910)
- Karanasa puengeleri (A. Bang-Haas, 1914)
- Epicnaptera tremulifolia püngeleri (Schawerda, 1914)
- Phyllodesma tremulifolia puengeleri (Schawerda, 1914)
- Micrarctia glaphyra ev. puengeleri (Böttcher, Ferghana)
- Heterographa puengeleri (Bartel, Palästina)
- Hadena armeriae puengeleri (Schawerda, 1923)
- Sidemia puengeleri (Schawerda, 1923)
- Node Nonagria puengeleri (Schawerda, 1923)
- Holoarctia puengeleri (O. Bang-Haas, 1927)
- Eupithecia puengeleri (Dietze, Kaukasus)
- Gnophos puengeleri (Bohatsch, Altai)
- Pungeleria Rougemont
- Hydraecia püngeleri (J. Wolfsberger, Trient, 1963)
- Eugnorisma puengeleri (Varga & Ronkay, Afghanistan, 1987)

Seine umfangreiche Sammlung wurde auf seinem Wunsch hin nach seinem Tod dem Museum für Naturkunde an der Humboldt-Universität zu Berlin vermacht.

## Familie
Rudolf Püngeler, Sohn des Aachener Kommerzienrates und Tuchfabrikanten Peter Jakob Püngeler (1810–1886) und der Mathilde Welter (1824–1904), war verheiratet mit Emma Helene Honigmann (1872–1954), Tochter des Zechenbesitzers Carl Eduard Honigmann (1842–1903), Sohn von Eduard Honigmann, und der Pauline Fellinger (1849–1880) sowie Schwägerin des Aachener Vizeregierungspräsidenten Robert von Görschen (1864–1936). Zusammen hatten sie vier Töchter und einen Sohn, der bereits nach einem Jahr verstarb. Seine älteste Tochter Gerda (* 1892), verheiratet mit dem Oberregierungsrat Jürgen Freiherr von Funck (1882–1963), Vetter des Generals Hans Freiherr von Funck, war die Autorin der Püngeler-Familienchronik. Die weiteren Töchter waren Hilde (* 1893), verheiratet mit dem Gutsbesitzer Wilhelm Bullrich (* 1883), Gisela, verheiratet mit dem Gutsbesitzer von Gut Kalkofen Adolf Wilhelm Zurhelle (* 1893) sowie Frieda (* 1909), verheiratet mit dem Stahlfabrikanten Otto Poensgen (* 1896) aus der alten Eifeler Reidemeister-Familie Poensgen.
Rudolf Püngeler fand seine letzte Ruhestätte auf dem Westfriedhof I in Aachen.
Die Erschließung und Besiedelung der heutigen und nach der Familie benannten Püngelerstraße im Aachener Stadtteil Vaalserquartier wurde durch Rudolf Püngeler erst ermöglicht. Die Grundherrenfamilie Püngeler war eng mit der Geschichte einiger der großen Höfe in Vaalserquartier, Laurensberg-Orsbach und Soers verbunden.

## Werke (Auswahl)
- Diagnosen neuer Lepidopteren aus Centralasien. In: Societas Entomologica. Bd. 13, Nr. 8, 1898, ZDB-ID 204549-7, S. 57–58, Digitalisat.
- Neue Macrolepidopteren aus Centralasien. In: Deutsche entomologische Zeitschrift. Lepidopterologische Hefte. Bd. 14, 1901, ZDB-ID 214570-4, S. 177–191, Taf. 1–3.
- Neue Macrolepidopteren aus Centralasien. In: Societas Entomologica. Bd. 19, Nr. 16, 1904, S. 121–122, Nr. 17, 130–131, Digitalisat.
- Neue paläarktische Macrolepidopteren. In: Deutsche entomologische Zeitschrift „Iris“. Bd. 19, 1906, ZDB-ID 214571-6, S. 78–98.
- Neue paläarktische Macrolepidopteren. In: Deutsche entomologische Zeitschrift „Iris“. Bd. 28, 1914, S. 37–62.
- 6. Arctia wagneri Püng. nov. spec. In: Fritz Wagner: Einige alte und neue europäisch-palaearktische Lepidopteren. In: Zeitschrift des Österreichischen Entomologischen Vereines Wien. Bd. 3, S. 1918, ZDB-ID 534666-6, S. 43–47, hier S. 46 (zobodat.at [PDF; 8,7 MB]).
- Verzeichnis der bisher in der Umgegend Aachens gefundenen Macro-Lepidoptera. In: Deutsche entomologische Zeitschrift „Iris“. Bd. 51, 1937, S. 1–100, (posthum, Originalmanuskript von 1888 bis 1927).